# 壱岐警察署
壱岐警察署（いきけいさつしょ）は、長崎県警察が設置している警察署の一つである。

## 所在地
- 長崎県壱岐市郷ノ浦町本村触551番地1
  - 地図を表示

## 管轄区域

管轄区域（壱岐市）

- 壱岐市全域

## 沿革
- 1876年（明治9年）- 長崎県警察第五出張所第三屯所を設置。
- 1878年（明治11年）- 平戸警察署武生水分署と改称。
- 1883年（明治16年）7月26日 - 平戸警察署から独立し、武生水警察署として発足。
- 1948年（昭和23年）2月1日 - 警察制度改革により、国家地方警察長崎県本部壱岐地区警察署、自治体警察武生水町警察署及び勝本町警察署を設置。
- 1951年（昭和26年）10月1日 - 自治体警察武生水町警察署及び勝本町警察署を廃止し、国警壱岐地区警察署に統合。
- 1954年（昭和29年）7月1日 - 国警壱岐地区警察署を廃止し、長崎県警察壱岐警察署（現在名）を設置。
- 1984年（昭和59年）3月28日 - 庁舎を現在地に新築し、移転。
- 2006年（平成18年）- 県全体の交番・駐在所の統合に伴い、田河警察官駐在所を廃止。所管区を芦辺警察官駐在所に移管[1]。

## 内部組織
出典：
- 警務課
  - 警務係
  - 留置係
- 会計課
  - 会計係
- 刑事生活安全課
  - 捜査係
  - 鑑識係
  - 生活安全係
- 地域交通課
  - 企画指導係
  - 船舶係
  - 地域第一係
  - 地域第二係
  - 地域第三係
  - 交通係
- 警備課
  - 警備係

## 交番
- 交番数 0

## 駐在所
- 駐在所数 9（）内は読み方と所在地。

### 郷ノ浦地区
- 渡良警察官駐在所（わたら、壱岐市郷ノ浦町渡良浦1185番地4、北緯33度45分11秒 東経129度39分38.1秒）
- 初山警察官駐在所（はつやま、壱岐市郷ノ浦町初山東触130番地1、北緯33度42分53.4秒 東経129度41分57.4秒）
- 志原警察官駐在所（しわら、壱岐市郷ノ浦町平人触77番地3、北緯33度45分11.3秒 東経129度43分17.3秒）

### 勝本地区
- 勝本警察官駐在所（かつもと、壱岐市勝本町仲触468番地31、北緯33度51分18.7秒 東経129度41分52秒）
- 鯨伏警察官駐在所（いさふし、壱岐市勝本町布気触977番地2、北緯33度48分19.6秒 東経129度41分22.5秒）

### 芦辺地区
- 芦辺警察官駐在所（あしべ、壱岐市芦辺町芦辺浦609番地1、北緯33度48分5.1秒 東経129度45分43.2秒）
- 那賀警察官駐在所（なか、壱岐市芦辺町国分東触770番地1、北緯33度47分52.5秒 東経129度43分5.7秒）
- 箱崎警察官駐在所（はこざき、壱岐市芦辺町箱崎大左右触923番地10北緯33度49分1秒 東経129度45分18秒）

### 石田地区
- 石田警察官駐在所（いしだ、壱岐市石田町印通寺浦471番地12北緯33度44分37.3秒 東経129度45分22秒）

## 警備艇
- いき 長3 （16.00t）

## 運転免許の即日交付
- 長崎県内で運転免許の即日交付が可能な警察署の中の1つである[3]。

## 廃止された交番・駐在所
（）は読み、所在地。右は廃止後に所管区が移された交番・駐在所を表す。

- 1958年（昭和33年）
  - 芦辺巡査部長派出所（あしべ）: 3年後の1961年（昭和36年）に再設置される。
  - 柳田巡査駐在所（やなぎだ）
- 2006年（平成18年）- 田河警察官駐在所（たがわ、壱岐市芦辺町諸吉二亦触436-1） : 芦辺警察官駐在所、後に一部地域を那賀警察官駐在所へ移管。